# Bàn nôi

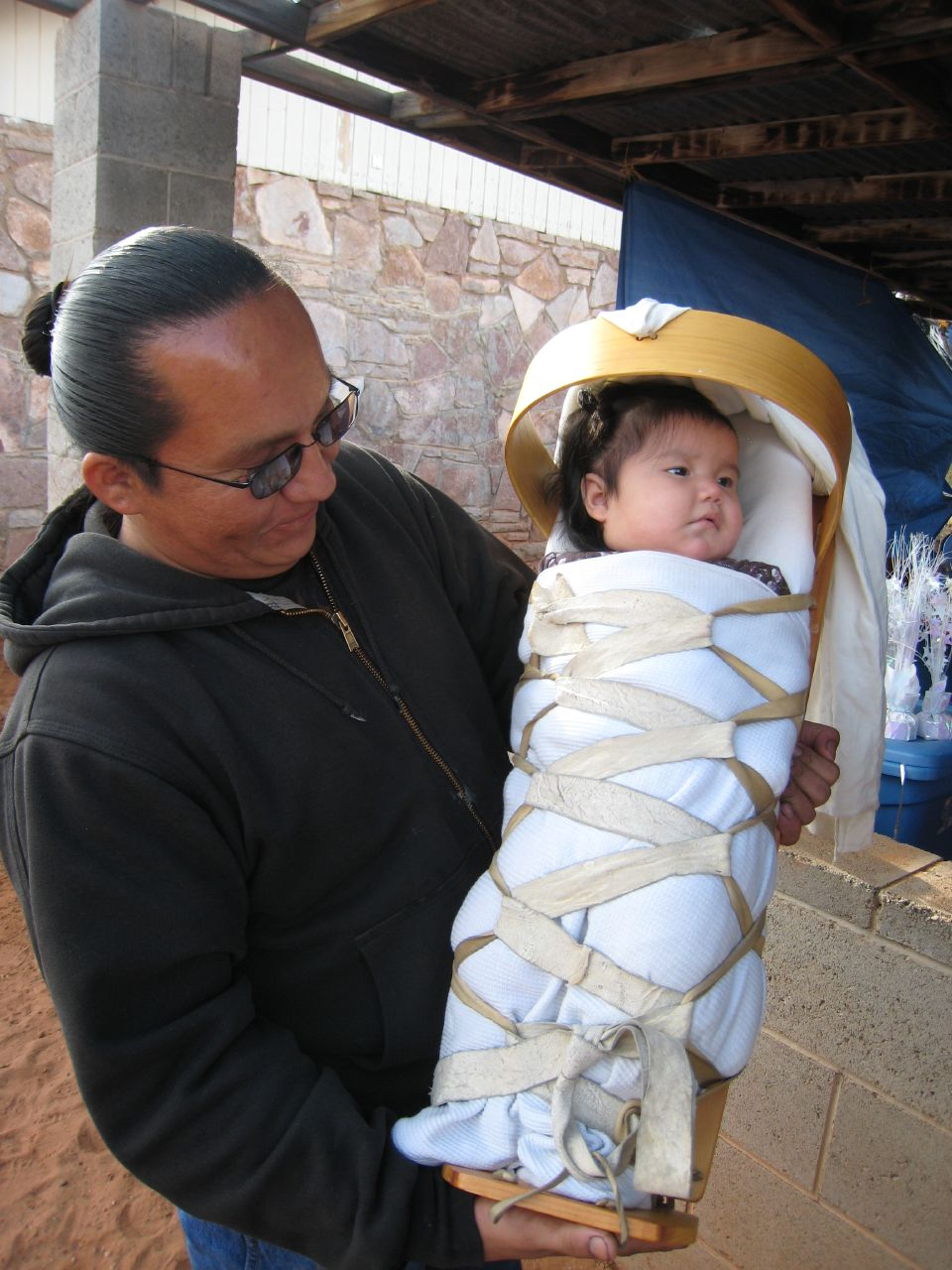
Bàn nôi trẻ em kiểu Navajo

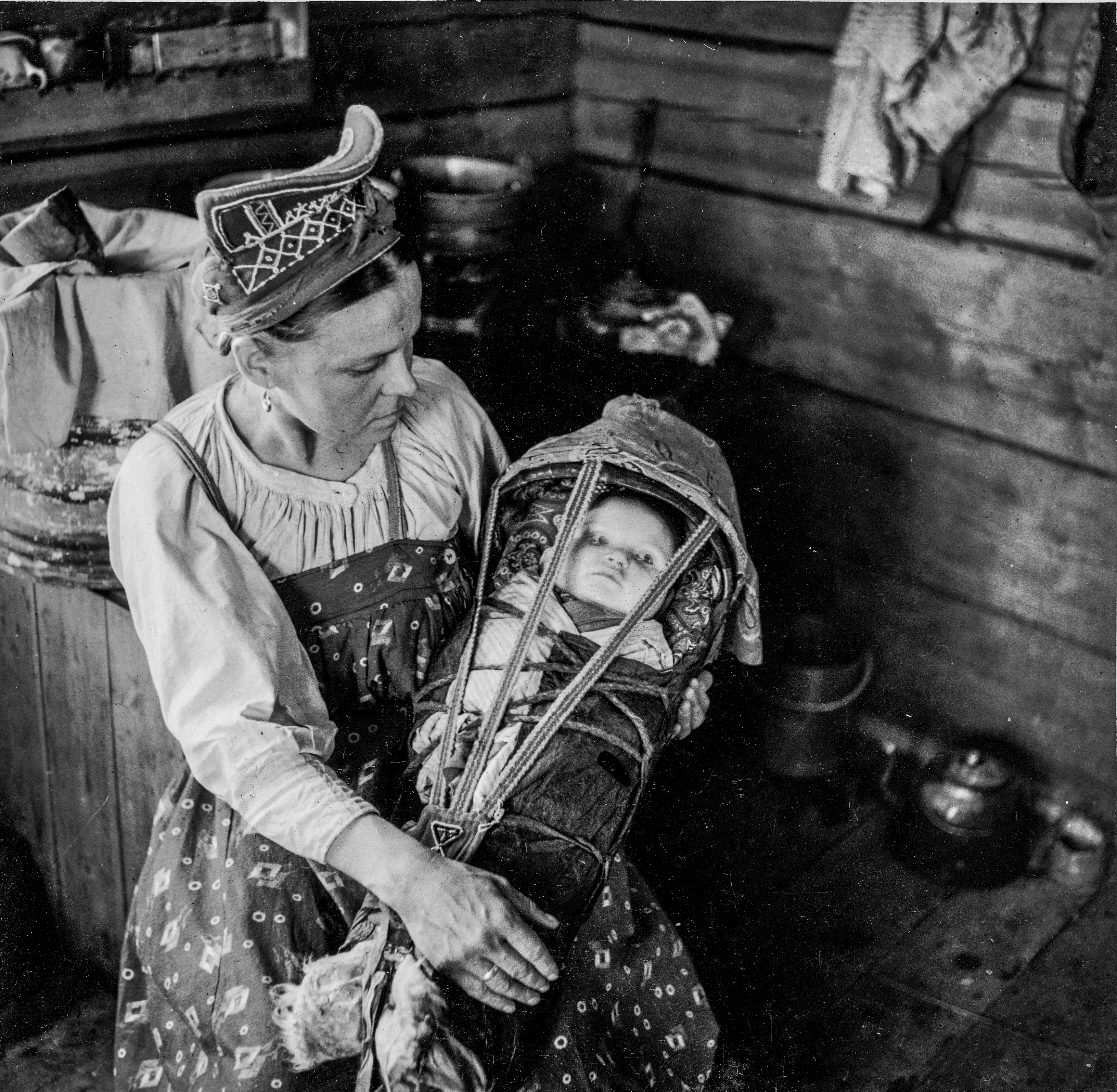
Một bà mẹ Skolt Sámi với đứa con của mình nằm trong một ǩiõtkâm

Cradleboard (Cheyenne: pâhoešestôtse, Northern Sami: gietkka, Skolt Sami: ǩiõtkâm), dịch nghĩa: bàn nôi là những vật dùng để bảo vệ trẻ sơ sinh truyền thống được nhiều nền văn hóa bản địa ở Bắc Mỹ và người Sámi tại miền bắc Scandinavia sử dụng. Có rất nhiều kiểu dáng bàn nôi, phản ánh các hoạt động nghệ thuật đa dạng của các nền văn hóa bản địa. Một số cộng đồng bản địa ở Bắc Mỹ vẫn sử dụng bàn nôi.

## Kết cấu
Bàn nôi được sử dụng trong vài tháng đầu đời của trẻ sơ sinh, khi đó một chiếc nôi xách tay cho em bé là một điều cần thiết. Một số tấm lót nền được dệt kèm với nó, như với người Apache. Tấm lót bàn dệt được làm bằng cây liễu, cây gỗ chó, tule hoặc sợi cattail. Những chiếc bàn nôi bằng gỗ được người Iroquois và Penobscot sử dụng. Nôi của người Navajo được làm bằng khung gỗ thông Ponderosa với dây da hoẵng vòng qua khung.
Dù dùng vật liệu nào để làm bàn nôi, chúng đều có chung các yếu tố cấu trúc nhất định. Bàn nôi được chế tạo với khung bảo vệ rộng và chắc chắn cho cột sống của trẻ sơ sinh. Giá để chân được tích hợp vào dưới cùng của nôi, cũng như một tấm che tròn trên đầu của trẻ sơ sinh vòng ra khỏi thành nôi, tương tự như một mái che hoặc một tấm che xe nôi thời hiện đại. Mục đích của chiếc mũ này là để tạo bóng râm cho trẻ sơ sinh, vì nó có thể được phủ bằng da động vật hoặc chăn vào mùa đông để bảo vệ khỏi các tác nhân ở khí hậu lạnh hơn. Bọc đầu cũng cung cấp khả năng bảo vệ đầu bổ sung cho bé trong trường hợp có bất kỳ vật gì va đập vào bàn nôi. Đồ trang trí và bùa hộ mệnh cũng thường được gắn trên đầu đội đầu, ví dụ như "hộp đựng dây rốn đính cườm, vòng bắt giấc mơ hoặc bánh xe thuốc", để giải trí và giúp trẻ phát triển thị lực.
Bên trong bàn nôi được đệm bằng một lớp lót bằng sợi cây tươi, như rêu sphagnum, cattail, hoặc vỏ cây vụn từ bách xù hoặc cliffrose. Lớp lót này đóng vai trò như một loại tã dùng một lần, mặc dù người Navajo có thể làm sạch và tái sử dụng lớp lót làm từ vỏ cây bách xù hoặc cây hoa cúc vụn. Những sợi thực vật này có đặc tính khử trùng, do đó nuôi dưỡng làn da khỏe mạnh ở trẻ sơ sinh. Truyền thống của người  Chippewa là làm lớp lót cho tấm lót bàn ghế thường từ rêu mọc trong đầm lầy mạn việt quất, được hun khói trên lửa để diệt côn trùng, sau đó chà và kéo để làm mềm nó. Khi thời tiết lạnh, bàn chân của trẻ sơ sinh có thể được bọc trong da thỏ với phần lông hướng vào trong. Lớp lót rêu được bao quanh bởi khay chứa vỏ cây bạch dương đặt vào khay lót, có thể tháo ra để vệ sinh.